# Zakrzepica żył głębokich
Zakrzepica żył głębokich (łac. thrombophlebitis profunda, ang. deep vein thrombosis, DVT), potocznie tromboza – stan chorobowy polegający na powstaniu zakrzepu w układzie żył głębokich, najczęściej kończyn dolnych lub miednicy. Zakrzepica żył głębokich kończyn górnych jest o wiele rzadsza i stanowi zaledwie 4-10% przypadków.
Zakrzepica żył głębokich ma często poważne następstwa, istotne jest więc wczesne rozpoznanie i leczenie tego schorzenia. Często jest ona podłożem do powstania żylnej choroby zakrzepowo-zatorowej. Wolny fragment zakrzepu może oderwać się i z biegiem krwi dostać się do prawego przedsionka, prawej komory i dalej rozgałęzień tętnicy płucnej. Przy dużym materiale zatorowym dochodzi do zaklinowania go w przedsionku lub komorze i nagłego zgonu. Mniejsze fragmenty zatykają naczynia krążenia płucnego, doprowadzając do zatorowości płucnej.

## Epidemiologia
Na podstawie danych epidemiologicznych z Ameryki Północnej i Europy Zachodniej szacuje się, że rocznie w Polsce występuje ok. 57 tys. przypadków zakrzepicy żył głębokich oraz 36 tys. przypadków zatorowości płucnej.

## Etiopatogeneza
Wystąpienie przynajmniej 2 z 3 objawów tzw. triady Virchowa może być przyczyną wystąpienia zakrzepicy żylnej żył głębokich.
- zaburzenia w żylnym przepływie krwi (np. unieruchomienie, ucisk naczyń żylnych)
- zmiany w składzie krwi, które działają prozakrzepowo (np. nadpłytkowość)
- zmiany w śródbłonku naczyniowym, (np. uszkodzenie naczynia w wyniku różnych czynników)

Zakrzepica żył głębokich kończyn górnych występuje znacznie rzadziej i może być spowodowana przez:
- obecność cewnika naczyniowego w świetle żył większego kalibru
- ucisk żył – pachowej lub podobojczykowej z zewnątrz
  - przez powiększone węzły chłonne
  - zespół górnego otworu klatki piersiowej
  - przez naciek nowotworowy
  - złamany obojczyk
  - w czasie znacznych wysiłków ucisk między obojczykiem a ścięgnem mięśnia podobojczykowego
  - zespół Pageta i Schröttera (szczątkowe ścięgno w dole pachowym)

## Obraz kliniczny
Przebieg zakrzepicy żył głębokich, przynajmniej początkowo może być skąpo- lub bezobjawowy. Taki przebieg stwierdza się w aż ok. 50% przypadków. Objawy jeśli występują są niecharakterystyczne i mogą występować w wielu innych schorzeniach.
Na podejrzenie zakrzepicy mogą wskazywać objawy takie jak:
- najczęściej
  - ból, tkliwość palpacyjna kończyny wzdłuż przebiegu żyły
  - ciastowaty obrzęk (szczególnie stóp wokół kostek)
  - zaczerwienienie skóry
  - nadmierne ucieplenie lub gorączka
  - różnica w obwodzie łydek przekraczająca 3 cm
  - obecność żył krążenia obocznego
- rzadziej
  - nadmierne wypełnienie żył powierzchownych
  - objaw Homansa
  - objaw Mozesa
  - objaw Lowenberga-Maya
  - objaw Payra
  - objaw Mayra
  - objaw Liskera

Do oceny klinicznego prawdopodobieństwa zakrzepicy żył głębokich można posłużyć się skalą Wellsa lub genewską.

## Badania diagnostyczne
Ponieważ często  wywiad chorobowy nic nie wnosi, a w badaniu fizykalnym nie stwierdza się odchyleń od normy, mimo występującej zakrzepicy, konieczne dla postawienia rozpoznania jest szerokie stosowanie badań diagnostycznych.
Najczęściej stosowane są:
- badanie stężenia D dimerów w osoczu
- ultrasonografia żył kończyn dolnych - USG dopplerowskie
- flebografia kontrastowa
- rezonans magnetyczny

## Profilaktyka i czynniki ryzyka
Ważne jest, aby prowadzić profilaktyczne leczenie u pacjentów zagrożonych wystąpieniem zakrzepicy żył głębokich (u których występują czynniki ryzyka jej powstania).
Do głównych czynników ryzyka zakrzepicy żył głębokich należą:
- (długotrwałe) unieruchomienie
- stan po zabiegach operacyjnych (głównie ortopedycznych i onkologicznych)
- zakażenie i posocznica
- ciąża i połóg

Inne czynniki ryzyka to m.in.: wiek powyżej 40. roku życia, choroba nowotworowa, przebyta zakrzepica i/lub zatorowość płucna, urazy (gł. wielonarządowe, miednicy i kończyn dolnych), odwodnienie, leczenie hormonalne, otyłość, stosowanie używek (głównie wyrobów tytoniowych), stan po udarze mózgu oraz zaawansowana niewydolność krążenia.
Należy mieć na uwadze możliwość występowania trombofilii wrodzonej lub nabytej. Trombofilia nabyta może być następstwem zespołu antyfosfolipidowego czy hiperhomocysteinemi, natomiast wrodzona związana jest z występowaniem pewnych genetycznych predyspozycji do jej rozwoju. Najważniejszymi zmianami genetycznymi są mutacja czynnika V Leiden, mutacja genu protrombiny (wariant 20210A) czy wrodzone niedobory inhibitorów krzepnięcia (antytrombiny, białka S, białka C).
Dla odpowiedniej profilaktyki i zapobiegania powstawaniu zakrzepicy żył kończyn dolnych jest odpowiednia aktywność fizyczna. Szczególnie jest to ważne w przypadku osób, które mają siedzący tryb pracy i niewielkie ilości ruchu na świeżym powietrzu.

## Leczenie
Głównym celem leczenia jest zapobieganie wystąpienia zatorowości płucnej, oraz zapobieganie przwlekłej niewydolności żylnej i zespołowi pozakrzepowemu.
Leczenie zakrzepicy żył głębokich polega na stosowaniu heparyn drobnocząsteczkowych, heparyny niefrakcjonowanej, stosowana zamiennie u chorych z niewydolnością nerek lub doustnych leków przeciwkrzepliwych. Nowym lekiem w profilaktyce i leczeniu jest fondaparynuks.
Przy stosowaniu doustnych leków przeciwkrzepliwych dąży się do utrzymywania wyniku INR w granicach 2,0-3,0. Przy przedawkowaniu, INR > 4,0, bez krwawienia zmniejsza się dawkę leku, lub przerywa podawanie na pewien czas z częstą kontrolą wskaźnika INR. W przypadku wyższych wartości INR podaje się doustnie witaminę K, a w przypadku towarzyszącego krwawienia podaję się witaminę K dożylnie.
U chorych ze zwiększonym ryzykiem ponownego rozwoju zakrzepicy żył głębokich bardzo istotne jest  stosowanie w określonych sytuacjach profilaktyki przeciwzakrzepowej. Najczęstszymi przyczynami stosowania takiej profilaktyki są: zabieg operacyjny (głównie ortopedyczny), urazy kończyn, długotrwałe unieruchomienie i choroba nowotworowa.

## Klasyfikacja ICD10
| kod ICD10     | nazwa choroby |
| ------------- | --- |
| ICD-10: I80   | Zapalenie żył i zakrzepowe zapalenie żył                                                                            |
| ICD-10: I80.2 | Zapalenie i zakrzepowe zapalenie innych żył i innych naczyń głębokich kończyn dolnych. Zakrzepica żył głębokich BNO |